# Дивљи краставац
Дивљи краставац, познат по свом Кечуа имену каива или ачукча, представља зељасту лозу која се гаји ради јестивог зрелог плода, који се углавном користи као поврће. Каива је позната само у култивисаном облику, а њени плодови који су већи у односу на блиско сродне дивље врсте говоре о потпуно одомаћеној биљци. Његова употреба сеже много векова уназад о чему сведочи древна фитоморфна керамика из Перуа која описује овај плод. 

## Порекло и ширење
Одомаћена је у Андима и традиционално је узгајана од Колумбије до Боливије, каива се тренутно гаји и у многим деловима Централне Америке. Моче култура је показивала фасцинираност пољопривредом и то је показала у својој уметности. Каива је често приказивана на њиховој керамици.

## Коришћење у исхрани
Млади плодови се једу сирови, а старији плодови се кувају. Период бербе траје 2-3 недеље. Плодови каиве имају укус сличан краставацу. Плод има велику шупљину у којој се развијају семена, која може бити испуњена другим производима, да би се направила каива  јела. Млади изданци и листови такође се могу јести као зелениш.

## Слике
- Цвеће
- Воће
- Пресек
- Семе
- Каива по представљени у култури Мочика керамика